# Cheilanthes chusana
Cheilanthes chusana är en kantbräkenväxtart som beskrevs av William Jackson Hooker. Cheilanthes chusana ingår i släktet Cheilanthes och familjen Pteridaceae. Inga underarter finns listade.